# 流星ワルツ
「流星ワルツ」（りゅうせいワルツ）は、ふきのとうが発売した、9枚目のシングル。

## 収録曲

### Side A
1. 流星ワルツ（3分43秒）
  - 作詞・作曲:山木康世／編曲:瀬尾一三

### Side B
1. 夜（3分30秒）
  - 作詞・作曲:細坪基佳／編曲:ふきのとう・瀬尾一三